# Chandragupta I
Chandra Gupta I (quien reinó entre el 319 y el 335 d. C.) fue el tercer rey de la Dinastía gupta, hijo de Ghatotkacha y nieto del fundador de la dinastía, Sri Gupta.
Gracias a su matrimonio con Kumara Deva, una princesa licchavi, extendió sus dominios más allá de Magadha, preparando el terreno para nuevas conquistas, y convirtiendo a la dinastía, hasta entonces poco importante, en una de las más famosas de la India. Esta fue una hábil jugada política, porque no sólo aportó ganancias territoriales, sino también algo del brillo del antiguo nombre de licchavi para la joven dinastía. En efecto, los licchavi habían sido una dinastía famosa en tiempos de Gautama Buda (siglos V y IV a. C.), con capital en Vaisali, para sumirse luego en la penumbra de la historia, pero ahora volvieron a aparecer con todo su esplendor.
Se sabe que el rey mandó acuñar monedas que llevaban su nombre y el de su esposa.
Hacia el año 325, Chandragupta I estableció una alianza con el rey sasánida Sapor II.